# Giacomo Casanova
 "Casanova" omdirigeres hertil. For andre betydninger af Casanova, se Casanova (flertydig).
Giacomo Girolamo Casanova (født 2. april 1725 i Venedig, død 4. juni 1798) var en italiensk eventyrer og forfatter.
Han optrådte i mange år som kvindebedårer og plattenslager i de fornemme kredse i Europa. Casanova tilbragte de sidste år som bibliotekar i Böhmen og skrev sine erindringer som udkom i 1826 – 1838, der blev udgivet på dansk i deres helhed i 12 bind 1963 – 1968. Derudover er der udkommet flere forkortede udgaver af hans erindringer i dansk oversættelse.
Bogen havde blandt andet den tvivlsomme ære at være opført på Index librorum prohibitorum, der er den katolske kirkes indeks over forbudte bøger.